# Ylleshed

Ylleshed är en ort cirka 12 kilometer öster om Landskrona, mest känd för att Slaget vid Landskrona utkämpades här år 1677. I Ylleshed genomfördes 2003 den första systematiska arkeologiska undersökningen av ett slagfält.